# Караващенко Ілля Вячеславович
Ілля Вячеславович Караващенко (нар. 25 червня 2001, Лутугине, Луганська область, Україна) — український футболіст, воротар ФК "Лівий Берег".

## Життєпис
Вихованець академії луганської «Зорі». Після невеликої паузи в 2014 році переїхав до родичів у Київ, але тренувався в передмісті, у КОДЮСШ (Щасливе). У 2015 році потрапив до академії провідного футбольного клубу східної України «Шахтар» (Донецьк), який щойно переїхав у Щасливе і в якому пробув майже до кінця 2020 року. У 2018 році перебував у заявці «Шахтаря» на Юнацьку лігу УЄФА 2018/19 як резервний воротар, але весь час провів на лавці запасних.
У лютому 2020 року перейшов до представника УПЛ, «Десни», але залишався третім воротарем і не отримав ігрового часу, частково через травму. По завершенні сезону відданий в оренду представнику другого дивізіону «ВПК-Агро» (Шевченківка), який проводив свої домашні матчі в Дніпрі. У «ВПК-Агро» Ілля також боровся за потрапляння до основного складу. 5 жовтня 2021 року «ВПК-Агро» розірвало орендну угоду й повернуло гравця в «Десну». У зв’язку з повномасштабним вторгненням Росії в Україну в 2022 році перейшов до ФСК «Маріуполь» який передислокувався до Борисполя та був прийнятий до Першої ліги.
У свій дебютний рік в маріупольській команді залишався запасним воротарем і 10 з 22 матчів сезону провів на лаві запасних. Зрештою на професійному рівні дебютував 26 травня 2023 року в програному (0:1) виїзному матчі 8-го туру Першої ліги України проти «Гірника-Спорту» (Горішні Плавні). Наступний сезон 2023/24 став справжнім проривом для Караващенка, який вийшов у стартовому складі в усіх 18 матчах першої половини сезону за «Маріуполь», з яких 8 — «сухі». Приазовський клуб, який минулого року боровся за виживання, вийшов у чемпіонську групу, де програв лише 3 матчі. «Маріуполь» також вдало виступив у національному кубку, зокрема, зусиллями Караващенка, обіграв ковалівський «Колос» у серії післяматчевих пенальті і вперше потрапив до 1/8 фіналу вище вказаного турніру.